# Sylvain Sylvain
Sylvain Sylvain, właśc. Sylvain Mizrahi (ur. 14 lutego 1951 w Kairze, zm. 13 stycznia 2021 w Nashville) – amerykański gitarzysta, muzyk zespołu New York Dolls.

## Kariera
Sylvain rozpoczął karierę muzyczną pod koniec lat 60. w zespole The Pox razem z Billym Murcią. Na przełomie lat 60. i 70. zajmowali się razem handlem odzieżą w Nowym Jorku. Na początku lat 70., wyjechał na parę miesięcy do Londynu. Podczas jego nieobecności Murcia dołączył do grupy Actress (stało się to dzięki Johnny’emu Thundersowi, który wcześniej grał z Murcią i Sylvainem jako basista), która wkrótce zmieniła nazwę na New York Dolls. Po powrocie do Nowego Jorku Sylvain dołączył do nich zastępując Ricka Rivetsa. Po jej rozpadzie w 1975 utworzył razem z perkusistą Tonym Machine (ex-New York Dolls), klawiszowcem Bobbym Blainem oraz basistą Michaelem Page’em zespół The Criminals. The Criminal dokonali nagrań, które dopiero w 1985 zostały wydane na płycie ’78 Criminals. W 1978 wziął udział w nagraniach debiutanckiego albumu Davida Johansena (ex-New York Dolls) David Johansen. Rok później wytwórnia RCA Records wydała jego płytę sygnowaną własnym nazwiskiem Sylvain Sylvain. W 1981 ukazał się kolejny album Syl Sylvain and the Teardrops, który poniósł porażkę na rynku muzycznym i Sylvain został usunięty z RCA Records. W latach 80. wycofał się ze świata muzycznego, do którego powrócił pod koniec lat 90. W międzyczasie pracował m.in. jako taksówkarz.
W 1998 przy pomocy m.in. Franka Infante’a (ex–Blondie) oraz Boba Andrewsa (ex–Generation X) nagrał płytę (Sleep) Baby Doll. Dwa lata później ukazała się kolejna ...In Teenage News.
W 2004 reaktywował New York Dolls (wraz z Davidem Johansenem i Arthurem Kane’em, który wkrótce zmarł), z którym występował i nagrywał kolejne albumy.

## Dyskografia

### New York Dolls
Dyskografia New York Dolls

### The Criminals
Albumy:
- ’78 Criminals (1985)

### Sylvain Sylvain
Albumy:
- Sylvain Sylvain (1979)
- Syl Sylvain and the Teardrops (1981)
- (Sleep) Baby Doll (1998)
- ...In Teenage News (2000)

Single:
- „Every Boy And Every Girl” (1980)
- „This Is It” (1984)